# José Donoso

Firma di José Donoso

José Donoso Yáñez (Santiago del Cile, 5 ottobre 1924 – Santiago del Cile, 7 dicembre 1996) è stato uno scrittore e giornalista cileno.

## Biografia
Le sue prime opere furono dei racconti. Nel 1957, mentre viveva con una povera famiglia di pescatori a Isla Negra, pubblicò il suo primo romanzo, Coronación, una descrizione della vita delle classi alte di Santiago e della loro decadenza.
Nel 1961 si sposò con María Pilar Serrano. Nel 1963, Coronación fu pubblicato per la prima volta negli Stati Uniti dalla casa editrice di Alfred A. Knopf. Fra il 1967 e il 1981 Donoso si trasferì in Spagna dove pubblicò El obsceno pájaro de la noche (It. L'osceno uccello della notte, 1970), unanimemente considerato la sua opera migliore e sicuramente quella di maggior ambizione.
Nel 1972 pubblicò il saggio Historia personal del Boom e nel 1973 il volume Tres novelitas burguesas. Dal momento del colpo di Stato di Augusto Pinochet in Cile si considerò esiliato in Spagna. Nel 1978 pubblicò Casa de campo, un libro che critica sottilmente la dittatura cilena.
Il suo racconto erotico La misteriosa desaparición de la marquesita de Loria (1979)fu criticato perché, secondo alcuni, dimostrava che Donoso non dominava con eguale maestria tutti i registri stilistici letterari. Lo scrittore cileno tornò al successo con El jardín de al lado (1981) e La desesperanza (1986) che lo consacrarono come uno degli autori cileni più brillanti della seconda metà del XX secolo.
Fra il 1960 e il 1965 lavorò nel campo del giornalismo per la rivista cilena Ercilla e collaborò anche alla rivista messicana Siempre. Nel 1981 fu uno dei primi scrittori cileni a condurre workshop di scrittura ai quali parteciparono scrittori come Carlos Iturra, Marco Antonio de la Parra, Darío Oses, Roberto Brodsky, Aberto Fuguet, Arturo Fontaine Talavera o Carlos Franz.
Nel 1990 fu insignito del prestigioso Premio Nazionale di Letteratura del Cile alla carriera.
Nel 2007 è stato pubblicato un suo racconto lungo inedito (e imperfetto), Lagartija sin cola, e una biografia, opera di sua figlia Pilar Donoso.

## Opere
- Verano y otros cuentos (1955)
- Coronación (1957)
- El charleston (1960)
- Il posto che non ha confini (El lugar sin límites) (1965)
- Este domingo (1966)
- L'osceno uccello della notte (El obsceno pájaro de la noche) (1970)
- Historia personal del boom (1972)
- Tres novelitas burguesas (1973)
- Casa di campagna (Casa de campo) (1978)
- La misteriosa desaparición de la marquesita de Loria (1980)
- El jardín de al lado (1981)
- Poemas de un novelista (1981)
- Cuatro para Delfina (1982)
- La disperanza (La desesperanza) (1986)
- Taratuta y Naturaleza muerta con cachimba (1989)
- Donde van a morir los elefantes (1995)
- Conjeturas sobre la memoria de mi tribu (1996)
- Nueve novelas breves (1997) - postumo
- El mocho (1997) - postumo
- Lucertola senza coda (2007) - postumo